# Волоковые (Омутнинский район)
Волоковые — опустевшая деревня в Омутнинском районе Кировской области. Входит в состав Песковского городского поселения.

## География
Находится недалеко от железнодорожной линии Яр-Верхнекамская на расстоянии примерно 44 километра на север от города Омутнинск.

## История
Починок Холуйный (так первоначально называлась эта деревня) образовался по одной версии на рубеже XVIII и XIX веков, по другой еще в конце XVII века. При коллективизации был создан колхоз «Маяк». В 1834 году отмечено 46 жителей, в 1858 — 55. По данным 1891 года починок Холуйной делился на две части — Холуйной 1-й (Москвины или Волоковский) с 7 дворами и 50 жителями и Холуйной 2-й (Гирев) с 9 дворами и 51 жителем. В 1926 году деревня уже числилась как единый населенный пункт, 31 хозяйство и 172 жителя. В 1930-е годы в деревне был образован колхоз «Промышленник». В 1959 году в деревне проживало 108 жителей, в 1970 году население сократилось до 59 человек. В конце 2010-х годов постоянных жителей уже нет, работают три лесопилки. Рабочие приезжают из Песковки.

## Население
Постоянное население составляло 8 человек (русские 100 %) в 2002 году, 6 в 2010.